# Chemische structuur

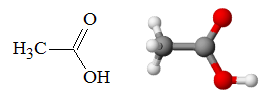
Chemische structuur van azijnzuur

De chemische structuur van een stof wordt gevormd door de elektronenconfiguratie, kristalstructuur en moleculaire geometrie (onder andere beschreven door de valentieschil-elektronenpaar-repulsie-theorie). 

## Moleculaire geometrie
Moleculaire geometrie duidt op de ruimtelijke ordening van de atomen in een molecuul en de chemische bindingen, die de atomen bij elkaar houden. De moleculaire geometrie van een chemische stof kan zeer eenvoudig zijn, zoals bij zuurstof- of stikstofmoleculen, tot zeer complex, zoals bij eiwit- of DNA-moleculen. Moleculaire geometrie kan (voornamelijk in de organische chemie) ruwweg weergegeven worden door de structuurformule. 

## Elektronenconfiguratie
De elektronenconfiguratie van een atoom geeft aan hoe de elektronen verdeeld zijn over de discrete niveaus (orbitalen) in een atoom.

## Bepaling van de structuur
Bij de structuuranalyse in de chemie wordt de chemische structuur van een chemische stof vastgesteld door het verkrijgen van de coördinaten van de atomen in een molecule.
Met de verschillende spectroscopische methoden, zoals kernspinresonantie (NMR), infraroodspectroscopie, Ramanspectroscopie, elektronenmicroscopie en röntgendiffractie kan de structuur van een molecuul vastgesteld worden. Met röntgendiffractie kan een 3D-model op atomair niveau gemaakt worden als er kristallen beschikbaar zijn, omdat veel kopieën van het molecuul nodig zijn terwijl die ook nog op een bepaalde manier gerangschikt moeten zijn.
De volgende algemene methoden worden gebruikt voor de bepaling van de chemische structuur:
- Proton-NMR
- Koolstof-13-NMR
- Massaspectrometrie

De volgende algemene methoden worden gebruikt voor de bepaling van de elektronenstructuur:
- Elektronspinresonantie
- Cyclovoltammetrie
- Elektronabsorptiespectroscopie
- Röntgenfoto-elektronenspectroscopie